# Soldagem a laser
Soldagem a laser (em inglês:  Laser beam welding - LBW)  é uma técnica de soldagem utilizada para unir vários tipos de peças de metal por meio do uso de um feixe de laser. O feixe fornece uma fonte de calor concentrada, permitindo, soldas profundas e altas taxas de soldagem. O processo é frequentemente usado produção de larga escala, como na indústria automotiva.